# 大阪養子縁組連続殺人事件
大阪養子縁組連続殺人事件（おおさかようしえんぐみれんぞくさつじんじけん）とは、大阪府で発生した連続殺人事件。

## 概要
Aはスナックの従業員Bと知り合い2003年に結婚。AとBは内装業の傍らで知人ら10名前後と共に詐欺グループを結成。詐欺グループは6年間で約20件の交通事故に遭ったとして保険金6000万円を得ており保険金詐欺を繰り返していた。詐欺グループは、短期間に何度も保険金を請求しても不審に思われないために養子縁組や結婚、離婚で名字を変えていた。
また詐欺グループの周辺ではAが保険金受取人となる交通事故や死亡事件が相次いでいた。

## 事件
養父殺害未遂事件
2007年5月11日にAは知人2人と共同して、元大工の養父に対して酒や睡眠薬を飲ませて泥酔させた上で大阪府柏原市の路上で交差点で車道に突き飛ばすことで、走行中のトラックとの交通事故を装って養父を保険金目的で殺害しようとした事件。
トラックにはねられた養父は重傷を負った。
これによりAは計約4000万円の保険金を受け取っていた。
実母死亡事件
2008年、Aが所有する飲食店で働いていたBの実母が大阪府豊能郡豊能町の店舗兼住宅内の階段で転落して死亡した事件。
これによりAは計約2300万円の生命保険金を受け取っていた。
この事件は刑事事件になっていない。
養父殺害事件
2009年3月3日に、Aは知人の暴力団組員2人と共謀して大阪府豊能郡豊能町の店舗兼住宅内で養父を殺害した上で、養父の両手首をナタで切断して、遺体と歯を山林に、手首をAの居酒屋兼住宅の敷地に埋めた事件。
2009年3月当時、養父は前述の事件でトラックにはねられたことによる長期入院から退院した直後であった。養父は行方不明と扱われていたが、実行犯の供述によって2011年2月に養父の遺体が発見された。
養女殺害事件
2010年4月28日にAがBや知人らと共謀し、大阪府豊能郡能勢町の路上に止めた乗用車内で、養女の首に針金を巻いて殺害した事件。Aと養女は3歳しか年の離れていない養父子であった。また、Aの妻にあたるBは、養女にとっては1歳年下であった。
翌29日に大阪府高槻市の淀川堤防で養女の絞殺体が発見された。養女の体内からは睡眠導入剤の成分が検出された。
養女はインターネットのゲームサイトでAと知り合い、2010年1月からAの家に移り住んで、住み込みでAの会社で働いていた。
養女は2010年2月にAとの間に養子縁組を結び、同年3月にAを受取人とする生命保険が2100万円かけられていた。
その直後に養女は荷物を残したままA宅を離れ、大阪市西成区の実家へ避難。実父に「養子縁組を強く迫られた」と不安を訴え、4月16日に豊能警察署に名前を名乗らなかったものの携帯電話で相談した。さらに養女は保険会社に電話をかけ、生命保険の一部を殺害される前日の4月27日に解約した。
また養女は養子縁組や生命保険加入の経緯を不安視したり、住み込みで働いていたAの店舗兼住宅に友人を連れてきたことについてBから「なぜ仕事場に友人を連れてくるのか」と言われたことなどをブログやノートに綴っていた。
Bは実家に避難した養女に戻ってくるよう電話で説得していたが、養女は4月20日過ぎから連絡を絶ち、親しかったAの知人とのみ連絡を取るようになっていった。BはAの知人の弱みをつけこんで養女殺害計画に加担させるように仕向け、養女は殺害事件にまきこまれた。

## 捜査
2010年4月にAの養女が他殺体で発見されたことでZの養父Aのグループに対して警察の捜査が始まる。
2010年5月17日から事件のキーマンと目されたAと連絡が取れなくなり、翌19日に京都府舞鶴市の道脇で駐車している軽乗用車の中でAが死亡しているのが発見された。車内に七輪などがあった状況等から、警察では自殺と判断された。
2010年9月にBとAの知人らの計9人が交通事故に絡んで540万円の保険金詐欺を犯した詐欺罪で逮捕された。その後、Bは2011年5月に養女事件に絡む殺人罪と死体遺棄罪で逮捕され、同年6月に起訴された。また、捜査の過程でAらによる養父殺害未遂事件と養父殺害事件が浮上し、Aの知人6人も養父殺害未遂事件、養父殺害事件、養女殺害事件で殺人罪、殺人未遂罪、死体遺棄罪の罪状で逮捕・起訴された。
養女殺害事件の準首謀者であるBに懲役23年の有罪判決が、一連の事件で重要な役割を担ったAの知人4人に懲役16年から懲役22年までの有罪判決が、養父殺害未遂事件の従犯であるAの知人に懲役6年の有罪判決が、養女殺害事件の死体遺棄に関与したAの知人に懲役3年4ヶ月の有罪判決がそれぞれ言い渡された。なお、これらの裁判で死亡したAが一連の事件の首謀者であると認定された。

## 関連書籍
- 小野一光『殺人犯との対話』文藝春秋。